# Panopsis parimensis
Panopsis parimensis är en tvåhjärtbladig växtart som beskrevs av J.A. Steyermark. Panopsis parimensis ingår i släktet Panopsis och familjen Proteaceae. Inga underarter finns listade i Catalogue of Life.